# Лориашвили, Давид
Давид Лориашвили (род. 10 июля 1986, Гардабани) — грузинский самбист и дзюдоист, чемпион Грузии по самбо, чемпион и призёр чемпионатов Грузии по дзюдо, чемпион и призёр чемпионатов Европы и мира по самбо, обладатель Кубка мира по самбо, победитель Европейских игр 2019 года в Минске. Выступает в полутяжёлой и тяжёлой весовых категориях (до и свыше 100 кг).

## Выступления на чемпионатах страны
- Чемпионат Грузии по дзюдо 2006 года — ;
- Чемпионат Грузии по дзюдо 2007 года — ;
- Чемпионат Грузии по дзюдо 2008 года — ;
- Чемпионат Грузии по дзюдо 2009 года — ;
- Чемпионат Грузии по дзюдо 2010 года — ;
- Чемпионат Грузии по дзюдо 2011 года — ;
- Чемпионат Грузии по дзюдо 2012 года — ;
- Чемпионат Грузии по дзюдо 2013 года — ;
- Чемпионат Грузии по самбо 2021 года — ;